# Aristolochia cymbifera
Aristolochia cymbifera Mart. – gatunek rośliny z rodziny kokornakowatych (Aristolochiaceae Juss.). Występuje endemicznie w południowo-wschodniej części Brazylii, w stanach Espírito Santo, Minas Gerais, Rio de Janeiro, São Paulo.

## Morfologia
PokrójBylina pnąca.
LiścieMają sercowaty kształt. Mają 5,5–12,5 cm długości oraz 6,5–14 cm szerokości. Całobrzegie, z tępym lub ostrym wierzchołkiem. Są owłosione od spodu. Ogonek liściowy jest nagi i ma długość 2,5–9 cm.
KwiatyPojedyncze. Wydzielają nieprzyjemny zapach.
OwoceTorebki o jajowatym kształcie. Mają 7–12 cm długości i 1,5–2 cm średnicy.